# 手塚 (上田市)
手塚（てづか）は、長野県上田市の地名（大字）。

## 地理
上田電鉄別所線・舞田駅の南に位置する。北は八木沢・舞田・中野、東は新町、東から南にかけては前山、西は山田・野倉に接する。
南部は独鈷山に連なる山地で、前山・野倉にまたがって沢山池が築造されている。そこから流れ出る産川が前山との境界となっている。平地部分には水田や集落が形成されている。産川を水源とする農業用水路の起点が当町にあり、舌喰池（手塚池）や不動池といったため池を経て、塩田平を広く潤す（塩田平のため池群）。
- 河川：産川
- 湖沼：沢山池、舌喰池（手塚池）、不動池（いずれもため池）

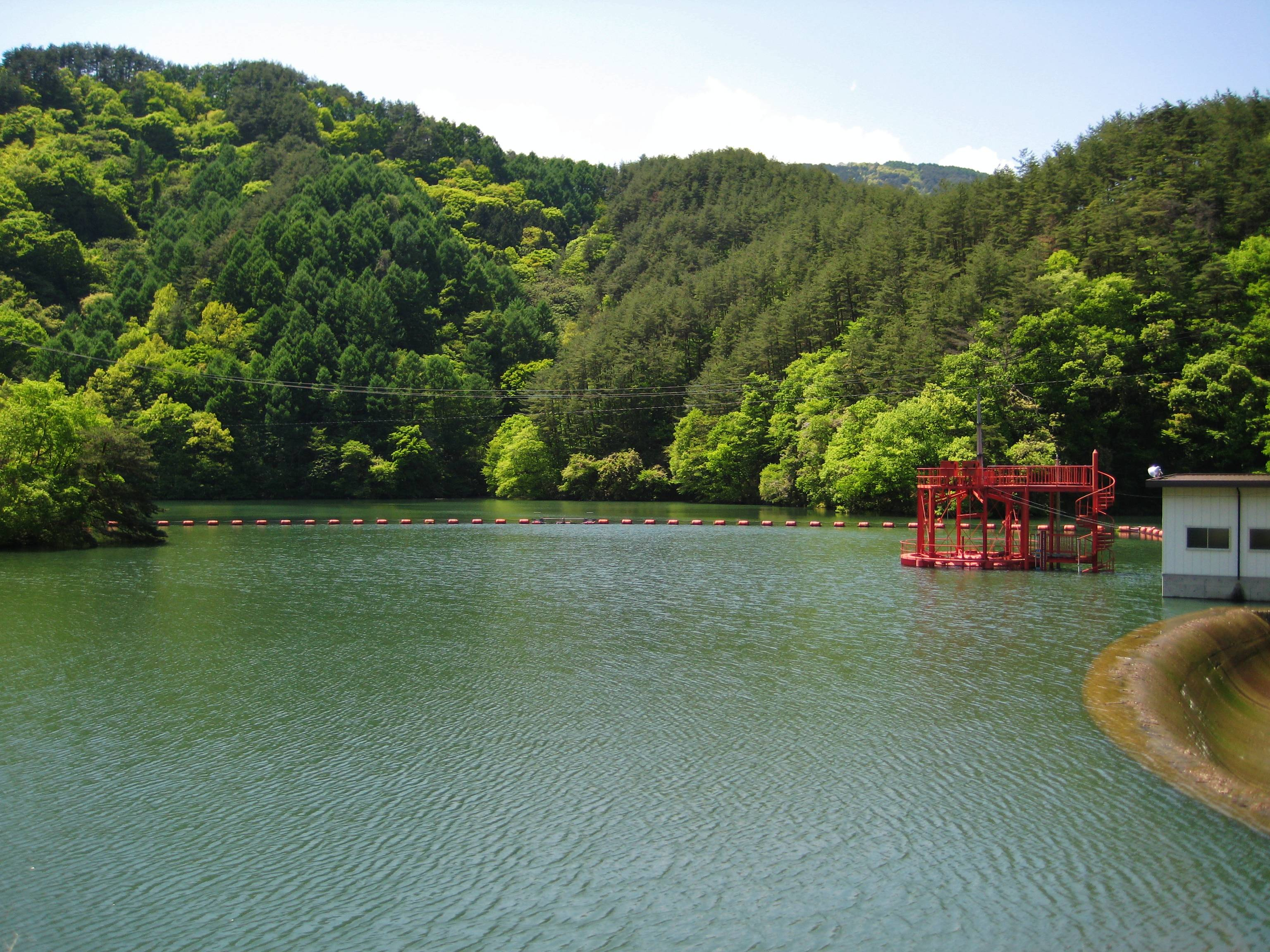
沢山池
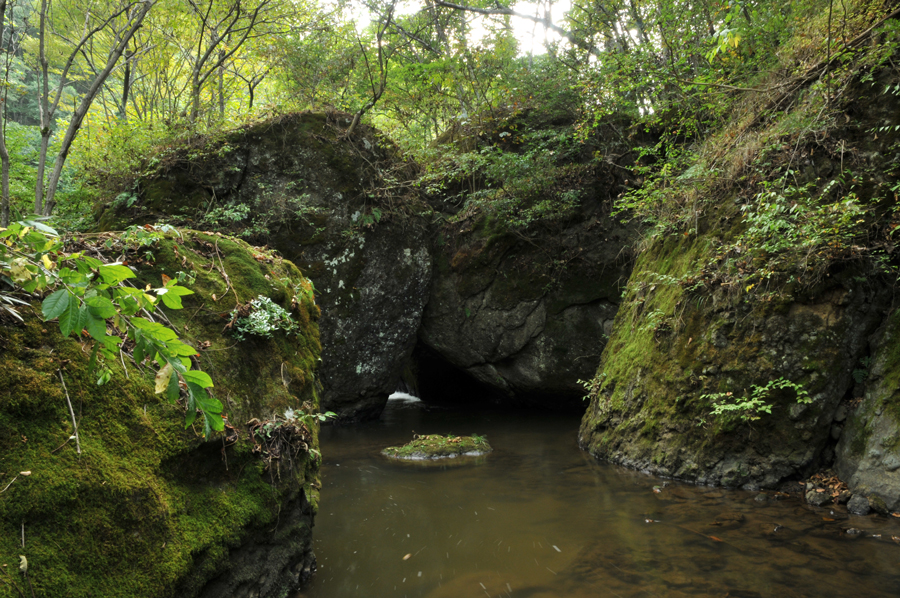
鞍が淵（産川）

## 歴史

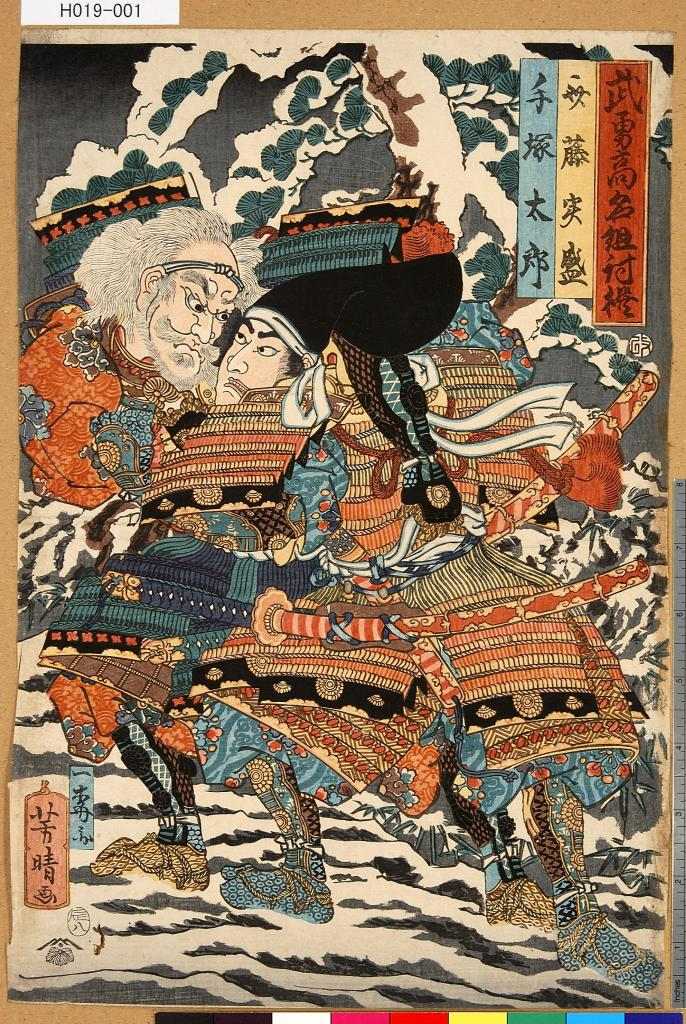
篠原の戦いで斎藤実盛を討ち取った手塚光盛（歌川芳晴画）

### 町名の由来
伝承によると奈良時代、塩焼王が反乱を起こした罪で信濃国へと流刑に処せられた。しかし、当地においてもなお悪政を敷き人々を苦しめたため、最期は坂上田村麻呂によって討たれた。塩焼王の怨霊を恐れた人々は遺体を切断し、両手を塚に埋葬した。これが現在の王子塚（手塚から分村した新町の王子神社境内にある）であり、当町の地名の起こりとなったという。

### 沿革
- 小県郡手塚村を前身とする。古くは科野国造の金刺氏が当地に移住し、手塚姓を名乗ったとも。源義仲（木曾義仲）の家臣・手塚光盛は当地の生まれといい、光盛ゆかりの場所が残る。江戸時代は上田藩領で、寛永2年のとき新町を分村している。 明治維新後、上田県を経て長野県の所属となる[7]。
- 1875年（明治8年） - 新町を合併[7]。
- 1880年（明治13年） - 新町を分離[7]。
- 1889年（明治22年）4月1日 - 町村制の施行により、山田村・野倉村・手塚村・十人村・新町・前山村の区域をもって西塩田村が発足。旧村域は西塩田村大字手塚となる。町内に西塩田村役場が設置される[7]。
- 1956年（昭和31年）5月1日 - 西塩田村が別所村・東塩田村・中塩田村と合併して塩田町が発足。塩田町大字手塚となる[7]。
- 1970年（昭和45年）4月1日 - 塩田町が上田市に編入。上田市大字手塚となる[7]。
- 2006年（平成18年）3月6日 - （旧）上田市・真田町・武石村と合併し、（新）上田市が発足。上田市手塚となる[9]。

## 世帯数と人口
2019年（令和元年）8月1日現在の世帯数と人口は以下の通りである。
| 大字 | 世帯数  | 人口  |
| ---- | ------- | ----- |
| 手塚 | 282世帯 | 725人 |

### 人口の変遷
| 2005年（平成17年） | 828人 | [ 10 ] |  |
| 2010年（平成22年） | 811人 | [ 10 ] |  |
| 2015年（平成27年） | 781人 | [ 10 ] |  |

## 経済・産業
灌漑用水として産川やため池の水を利用した稲作のほか、江戸時代中期からは養蚕業が広まったが、昭和恐慌や沢山池の築造を経て、戦後は水田へと転換し、兼業農家が増えた。

## 交通
- 長野県道82号別所丸子線 - 町域の北部を東西に走る[5]。

古くは内村街道が通り、沿道に集落が形成されていった。
「手塚」・「さくら国際高校前」・「金井」バス停留所があり、上田バス「塩田線」・「信州の鎌倉シャトルバス」・「東塩田線」が運行されている。別所温泉や塩田町駅、下之郷駅、JR上田駅方面へとつながっている。

## 施設・名所

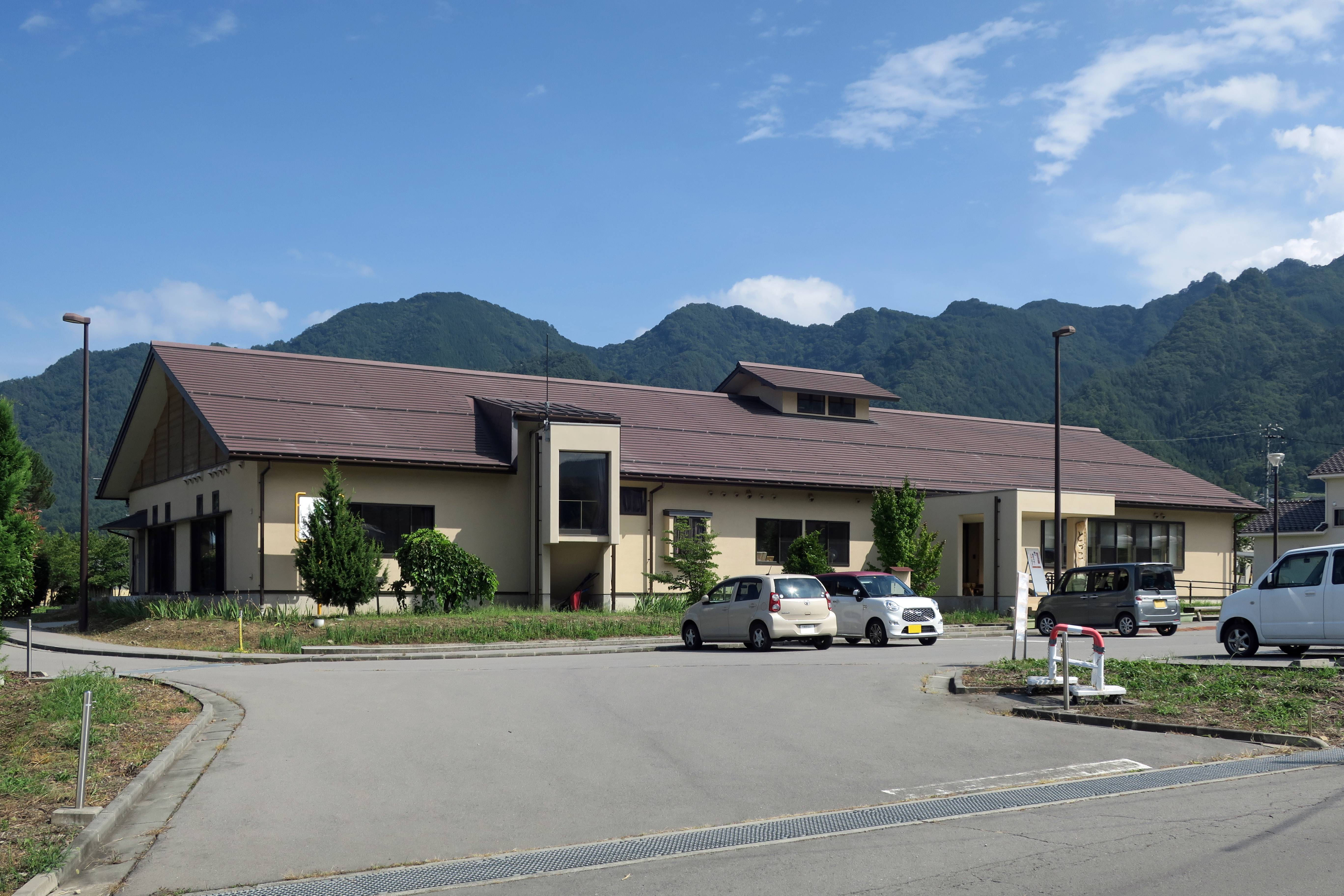
塩田の里交流館「とっこ館」

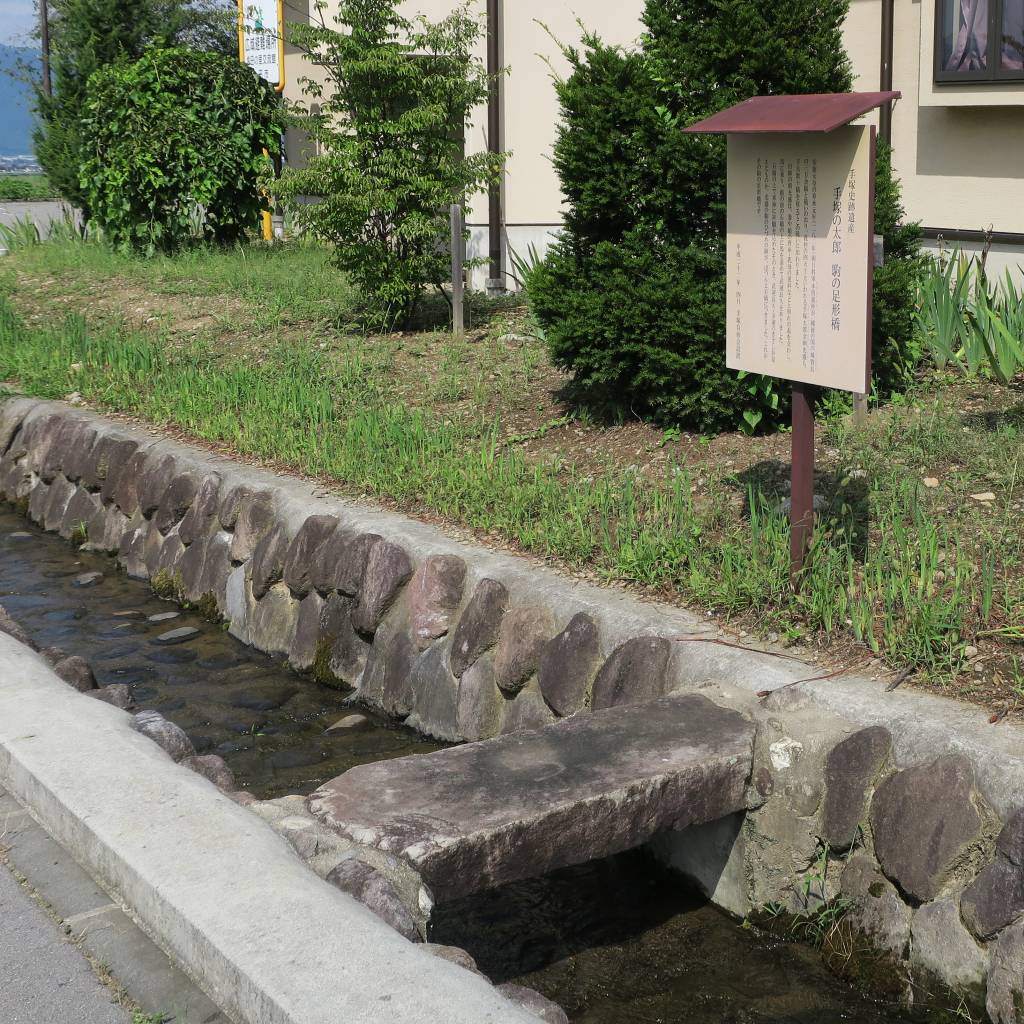
とっこ館前の小川に架かる「駒の足形橋」。残された馬の蹄の跡は、手塚光盛が出陣する際に付いたものだという。

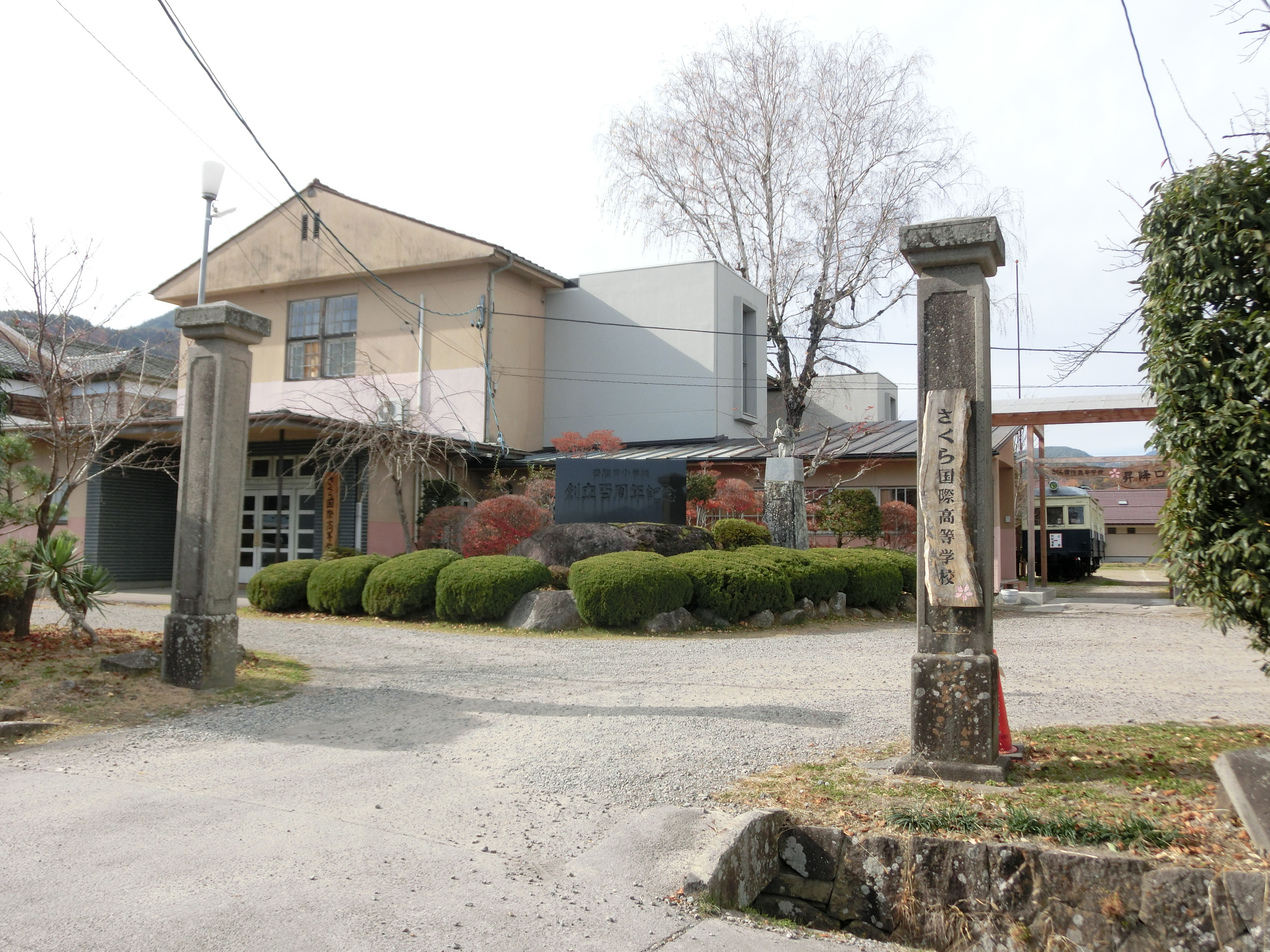
さくら国際高等学校

- 塩田の里交流館「とっこ館」（手塚792番地） - 塩田平の歴史や文化を発信する施設。野外教育・交流を通じて地域活性化を図る。2009年（平成21年）10月1日に開館し、2010年（平成22年）度農業農村整備優良地区コンクールで「農村振興局長賞」を受賞した。建物は木構造の平屋建てで、敷地面積3565.41平方メートル、延床面積は499.54平方メートル。駐車場は829.7平方メートルの広さがあり、普通車33台、大型車2台が駐車できる[14]。
- 上田市塩田公民館手塚分館[15]
- さくら国際高等学校（手塚1065番地）[16] - 単位制・通信制高等学校。1995年（平成7年）に閉校した旧・上田市立西塩田小学校の校地・校舎を利用し[17]、2005年（平成17年）10月に開校した[18]。
- 上田市西塩田保育園（手塚1086番地3） - 上田市公立保育園。定員80名で、0歳児から入園可能[19]。
- 無量寺（手塚422-2）[20] - 浄土宗の寺院。山号は光栄山[7]。弘治元年（1555年）の創建。仙石忠政の家臣であった奥田政勝が土地を寄進したという。境内の願王宝殿には「元木の地蔵」が安置されている。空海（弘法大師）が柳の木の根元から削り出したものと伝わる[21]。
- 八幡社（手塚字飯沼297） - 木製鬼板が市の文化財（彫刻）に指定されている[22]。
- 遺跡[23]
  - 塚田遺跡（手塚字塚田弥生） - 平安時代の遺跡。
  - 東長畑遺跡（手塚字東長畑） - 縄文時代から平安時代にかけての遺跡。
  - 縄手遺跡（手塚字縄手） - 平安時代の遺跡。
  - 堰口ノ二遺跡（手塚字堰口ノ二） - 弥生時代から平安時代にかけての遺跡。
  - 五反田遺跡（手塚字五反田） - 縄文時代から弥生時代にかけての遺跡。
  - 堰口ノ一遺跡（手塚字堰口ノ一） -  縄文時代から平安時代にかけての遺跡。
  - 東紺屋村遺跡（手塚字東紺屋村） -  縄文時代から平安時代にかけての遺跡。
  - 樋の口遺跡（手塚字樋の口） -  縄文時代から平安時代にかけての遺跡。
  - 西紺屋村遺跡（手塚字西紺屋村） -  縄文時代から平安時代にかけての遺跡。
  - 金井遺跡（手塚字金井） - 弥生時代の遺跡。
  - 滝沢遺跡（手塚字滝沢） - 平安時代の遺跡。
  - 東紺屋村経塚（手塚字東紺屋村） - 近世の遺跡。
  - 手塚居館址（手塚字堰ノ口） - 中世の遺跡。
- 古墳[23]
  - 皇子塚古墳（手塚480-2） - 市指定史跡（古墳）。見晴らしの良い台地の末端部に位置する、直径14.8メートル、高さ3.3メートルの円墳である。内部には自然石を小口積みにした石室があり、1974年（昭和49年）の発掘調査では多数の装身具や土器などが発見された。年代は古墳時代後期とされ、伝承では塩焼王あるいはその子孫の墓所と言われているものの年代が史実と異なるため、当地を治めた豪族の墓所とする見方が有力視されている[24]。
  - クチアケ塚古墳（手塚字滝沢）

## 防災
- 上田市消防団第16分団の管轄。手塚自治会は野倉自治会とともに、その第一班を担当する[25]。
- 南部の山際は土砂災害警戒区域に指定されている[26]。
- 沢山池が決壊した場合、産川沿線に浸水被害が生じると想定されている。川のすぐ近くでは浸水高さが5メートルを超える場所もある[27]。
- 舌喰池が決壊した場合、一部の水は産川に向かうが、大半は北へ流れ、追開沢川および湯川を流下する。町内のほか新町の農地に広く浸水被害が生じると想定されている。また、不動池が決壊した場合、池の北東方面に浸水被害が生じると想定されている。避難所の塩田の里交流館「とっこ館」は、いずれの場合においても浸水被害が生じると想定されている[27]。

## その他
- 郵便番号は「386-1433」[2]。7桁化前は「386-14」[5]。管轄郵便局は上田郵便局、集配郵便局は別所郵便局（甲信・東海地方の郵便番号を参照）。
- 上田市立塩田西小学校、上田市立塩田中学校の学区[28]。当地の近代教育は1874年（明治7年）、東紺屋にあった廃堂跡に開校した「日就学校」に始まる[7]（塩田西小学校の前身、詳細は上田市立塩田西小学校を参照）。
- 手塚自治会におけるごみ収集曜日は、燃やせるごみが火曜日・金曜日、プラマーク付プラスチックおよび燃やせないごみが木曜日[29]。
- 舌喰池には人柱（人身御供）伝説が伝わる。人柱に選ばれた娘が自ら舌を食いちぎり、その身を捧げたという[30]（塩田平の民話#舌喰池の民話を参照）。
- 産川には人間の女性に化けた大蛇が寺僧と交わり、子を産んだという伝説がある[8]（小泉小太郎伝説を参照）。

## ゆかりの人物
- 手塚光盛 - 平安時代の武将。源義仲（木曾義仲）に従う。当地が本貫地とされる[7]。
- 手塚良仙光照 - 幕末の医師。古文書から当地在住であったことが確認されており、位牌が安楽寺に納められている。漫画家・手塚治虫の4代先祖（高祖父）にあたる[31]。安楽寺には、さらにその祖先である手塚吉兵衛（田中城主・芦田右衛門信蕃の家臣で、その後幕府の先手与力を務めたのち、寛永15年、1638年没）の位牌も納められており、手塚光盛から続く系譜が示唆されている[32]。

## 関連文献
- 手塚誌編纂委員会編纂『手塚誌』手塚自治会、2013年11月28日。